# 法国东印度公司
法国东印度公司（法语：La Compagnie française des Indes orientales 或 Compagnie française pour le commerce des Indes orientales）是一个商业组织，成立于1664年，目的是为了与英国与荷兰争夺在印度殖民地的利益。
该公司由让-巴普蒂斯特·柯尔贝尔筹建，路易十四许可，旨在促进在东半球的贸易。它由三个早先成立的公司整合而成，它们是1660年成立的中国公司、东方公司、马达加斯加公司。
公司在1670年代法荷戰爭的激烈競爭中損失頗大，於是在1680年代初大幅縮小規模後，倖存了下來。1690年代與1700年代的大部分時間裡，公司因為英荷海船的大肆搜捕，營易額持續低落，特別是1694年荷蘭東印度公司的海陸軍占領其東方大本營──印度的本地治里之後，貿易從此一路蕭條，一直到1713年烏得勒支和約簽定後，因為法荷戰爭結束以及本地治里的歸還，公司才重新恢復生機，並在1715-1723年的奧爾良公爵主政法國的時期，獲得迅猛的發展與開創，足以跟印度的荷蘭人及英國人對抗。
公司在1769年，被法國官方接收管理；1785年重組後，又因為法國大革命的打擊，終於在1794年破產。在今天的法國洛里昂有一間東印度公司博物館(法語：Musée de la Compagnie des Indes)，講述東印度公司當年的歷史。